# Любарська територіальна громада
Любарська селищна територіальна громада — територіальна громада в Україні, в Житомирському районі Житомирської області. Адміністративний центр — селище Любар.

## Загальна інформація
Площа території — 760,2 км², кількість населення — 26 032 особи, з них: міське населення — 2 056 осіб, сільське — 23 976 осіб (2020).
Станом на 2017 рік, площа громади становила 580,42 км², кількість населення — 18 313 осіб, з них: міське населення — 2 110, сільське — 16 203 особи.

## Населені пункти
До складу громади входять 1 селище (Любар) та 47 сіл: Авратин, Березівка, Бичева, Борушківці, Велика Волиця, Великий Браталів, Великі Деревичі, Великобраталівське, Веселка, Вигнанка, Виноградівка, Гізівщина, Глезне, Горопаї, Гринівці, Громада, Демківці, Дослідне, Житинці, Іванківці, Квітневе, Кириївка, Коваленки, Коростки, Кутище, Липне, Мала Деревичка, Малий Браталів, Меленці, Михайлівка, Мотовилівка, Нова Чортория, Новий Любар, Озерне, Панасівка, Пединка, Перетік, Привітів, Провалівка, Рогізна, Северинівка, Семенівка, Стара Чортория, Старий Любар, Стрижівка, Филинці та Юрівка.

## Історія
Утворена 10 березня 2017 року шляхом об'єднання Любарської селищної та Авратинської, Березівської, Бичівської, Великобраталівської, Великоволицької, Великодеревичівської, Веселківської, Гізівщинської, Глезненської, Горопаївської, Громадської, Коростківської, Липненської, Малобраталівської, Меленецької, Мотовилівської, Панасівської, Привітівської, Юрівської сільських рад Любарського району Житомирської області.
1 червня 2020 року до складу громади приєднались Новочорторийська та Старочорторийська сільські ради Любарського району.
Відповідно до розпорядження Кабінету Міністрів України № 711-р від 12 червня 2020 року «Про визначення адміністративних центрів та затвердження територій територіальних громад Житомирської області», до складу громади були включені території Вигнанської, Пединської та Стрижівської сільських рад Любарського району.
Відповідно до постанови Верховної Ради України від 17 червня 2020 року «Про утворення та ліквідацію районів», громада увійшла до складу новоствореного Житомирського району Житомирської області.

## Старостинські округи
Авратинський, Великоволицький, Великодеревичівський, Веселківський, Глезненський, Липненський, Мотовилівський, Пединський, Привітівський, Старочорторийський, Стрижівський.